# Governo da Bielorrússia
O Governo da República da Bielorrússia (em bielorrusso: Урад Рэспублікі Беларусь), que consiste no Conselho de Ministros da República da Bielorrússia (em bielorrusso: Савет Міністраў Рэспублікі Беларусь), é nomeado pelo Presidente da Bielorrússia. O Chefe de Governo é o Presidente da Bielorrússia, que administra a agenda principal do Governo e dirige os ministros. A Assembleia Nacional da Bielorrússia é a continuação do Soviete Supremo da RSSB e atua como o parlamento em funcionamento para a Bielorrússia.

## Conselho de Ministros
O Conselho de Ministros da Bielorrússia é formado 30 membros, bem como o Chefe da Administração Presidencial e os presidentes dos Comitês Estaduais, que não são tecnicamente ministros, mas estão incluídos no Conselho de Ministros. Os cargos que não são contados tecnicamente como cargos ministeriais estão em itálico. O Primeiro-Ministro, o(s) primeiro(s) vice-primeiro(s) ministro(s), o(s) vice-primeiro(s) ministro(s) da economia, finanças e relações exteriores, o Chefe da Administração Presidencial e o residente da Comissão de Controle do Estado juntos formam o Presidium do Conselho de Ministros. Esses funcionários são destacados em negrito. O Governo em exercício renunciou em massa em 17 de agosto de 2020. Um novo Governo foi formado em 19 de agosto de 2020, composto em sua maioria pelas mesmas pessoas.

### Composição
Desde 18 de outubro de 2021:
| Primeiro-Ministro                                                                                   | Roman Golovchenko    |
| Primeiro Vice-Primeiro-Ministro                                                                     | Nikolai Snopkov      |
| Vice-Primeiro-Ministro (Indústria e Energia)                                                        | Yuri Nazarov         |
| Vice-Primeiro-Ministro (para a Esfera Social — Saúde, Educação, Cultura, Desporto)                  | Igor Petrishenko     |
| Vice-Primeiro Ministro (para Assuntos de Construção, Habitação-Serviços Comunitários e Transportes) | Anatoli Sivak        |
| Vice-Primeiro-Ministro (para a Agricultura)                                                         | Aleksandr Subbotin   |
| Ministro da Agricultura e Alimentação                                                               | Ivan Krupko          |
| Ministro de Regulação e Comércio Antimonopólio                                                      | Vladimir Koltovich   |
| Ministro da Arquitetura e Construção                                                                | Ruslan Parkhamovich  |
| Ministro da Cultura                                                                                 | Anatoli Markevich    |
| Ministro da Defesa                                                                                  | Viktor Khrenin       |
| Ministro da Economia                                                                                | Aleksandr Cherviakov |
| Ministro da Educação                                                                                | Igor Karpenko        |
| Ministro das Situações de Emergência                                                                | Vadim Siniavski      |
| Ministro da Energia                                                                                 | Viktor Karankevich   |
| Ministro de Finanças                                                                                | Yuri Seliverstov     |
| Ministro de Relações Exteriores                                                                     | Vladimir Makei       |
| Ministro das Florestas                                                                              | Vitali Drozhzha      |
| Ministro da Saúde                                                                                   | Dmitri Pinevich      |
| Ministro da Habitação-Serviços Comunitários                                                         | Andrei Khmel         |
| Ministro da Indústria                                                                               | Piotr Parkhomchik    |
| Ministro da Informação                                                                              | Vladimir Pertsov     |
| Ministro de Assuntos Internos                                                                       | Ivan Kubrakov        |
| Ministro da Justiça                                                                                 | Sergei Khomenko      |
| Ministro do Trabalho e Proteção Social                                                              | Irina Kostevich      |
| Ministro dos Recursos Naturais e Conservação Ambiental                                              | Andrei Khudik        |
| Ministro do Esporte e Turismo                                                                       | Sergei Kovalchuk     |
| Ministro dos Impostos e Taxas                                                                       | Sergei Nalivaiko     |
| Ministro das Telecomunicações e Informatização                                                      | Konstantin Shulgan   |
| Ministro dos Transportes e Comunicações                                                             | Aleksei Avramenko    |
| Presidente do Comitê de Segurança do Estado                                                         | Ivan Tertel          |
| Presidente do Comitê Estatal de Controle                                                            | Vasili Gerasimov     |
| Presidente do Comitê Militar-Industrial do Estado                                                   | Dmitri Pantus        |
| Presidente do Comitê Estatal de Propriedade                                                         | Dmitri Matusevich    |
| Presidente da Comissão Estatal de Ciência e Tecnologia                                              | Alexander Shumilin   |
| Presidente do Comitê Estatal de Padronização                                                        | Valentin Tataritski  |
| Presidente do Comitê Estatal de Fronteiras                                                          | Anatoli Lappo        |
| Presidente da Comissão Estatal de Alfândegas                                                        | Vladimir Orlovski    |
| Chefe da Administração Presidencial                                                                 | Igor Sergeienko      |
| Presidente do Banco Nacional                                                                        | Pavel Kallar         |
| Presidente do Presidium da Academia Nacional de Ciências                                            | Vladimir Gusakov     |
| Presidente do Conselho da União Republicana das Sociedades de Consumidores                          | Valeri Ivanov        |